# Campanile (klokkentoren)
Een campanile is een klokkentoren die naast een kerkgebouw staat maar er geen bouwkundig onderdeel van uitmaakt. Het woord komt uit het Italiaans en is afgeleid van campana, voor klok. Er staan in Italië meer dan in andere landen losstaande klokkentorens, er staan veel Romaanse klokkentorens in Rome.
Voorbeelden van campaniles zijn:
- de Toren van Pisa
- de Campanile van Venetië naast de Basiliek van San Marco in Venetië
- de Campanile van Florence
- de Campanile van Siena naast de kathedraal van Siena

Een baptisterium of doopkapel is een afgezonderd deel van een kerk waarin de doopvont, ook wel piscina, staat.

## Afbeeldingen

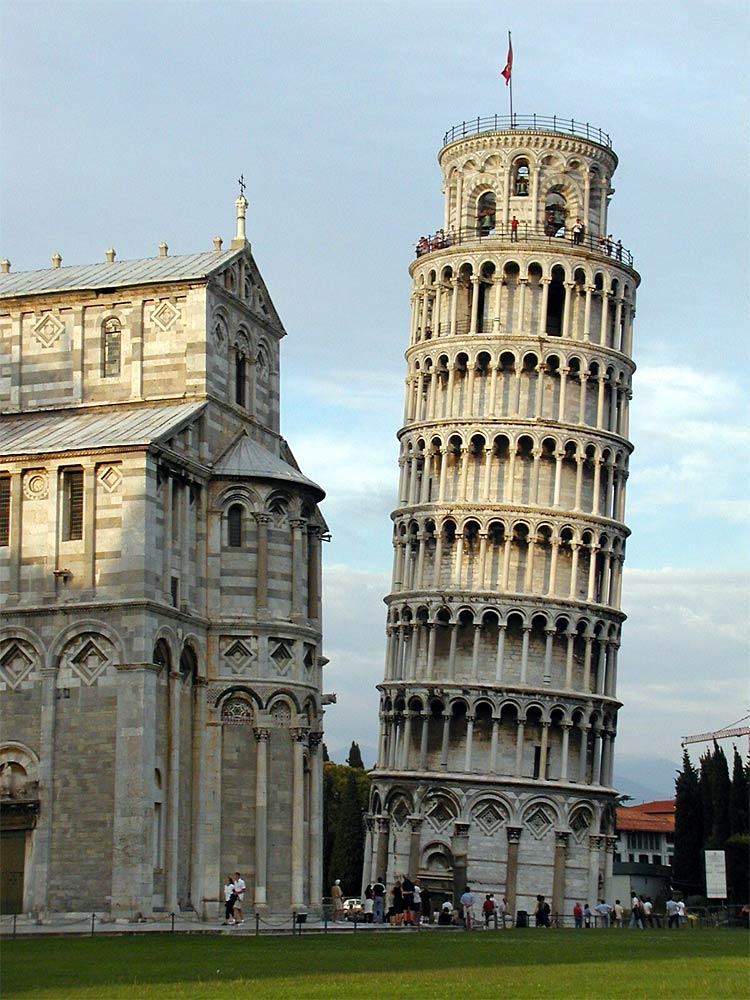
Toren van Pisa
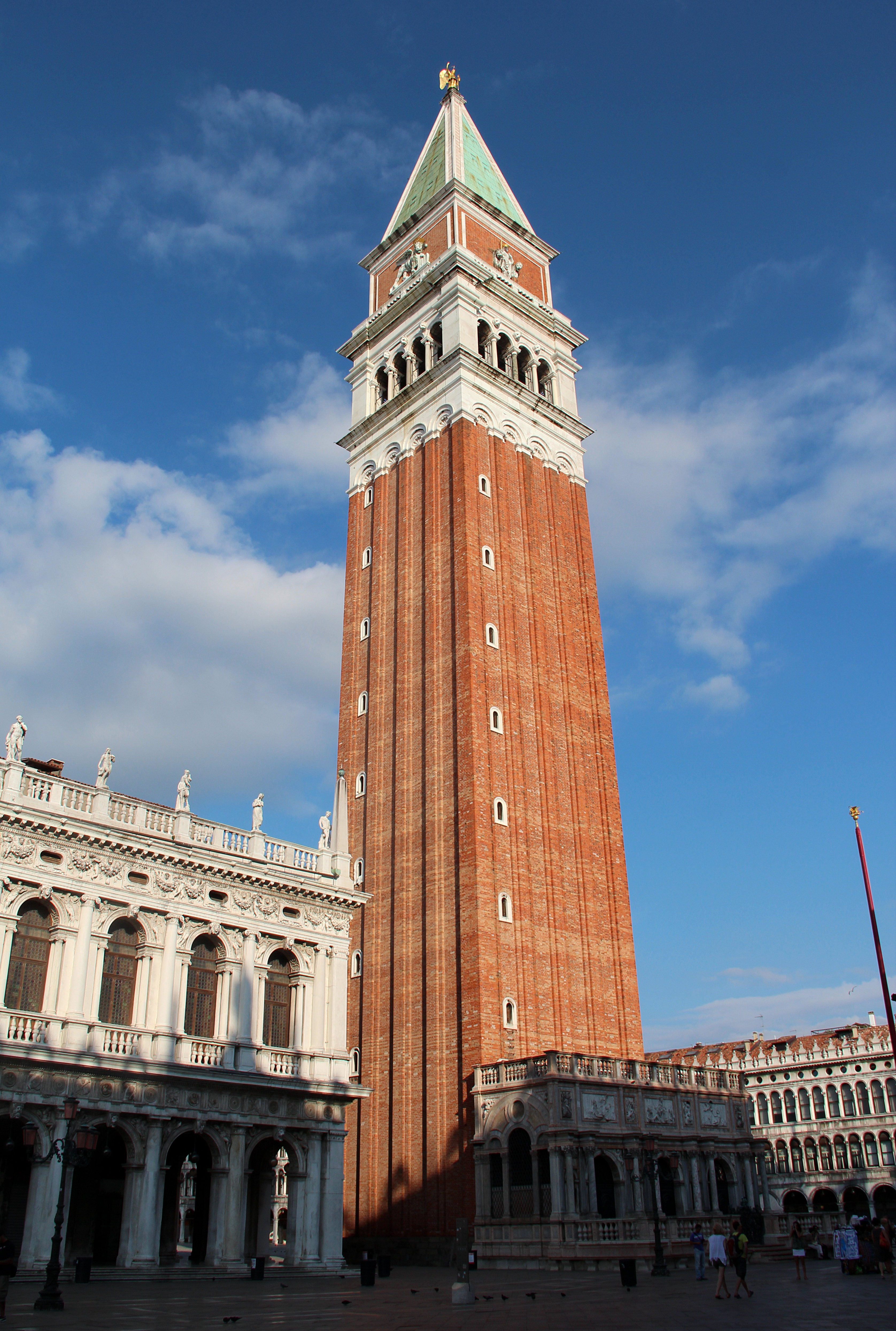
Campanile in Venetië
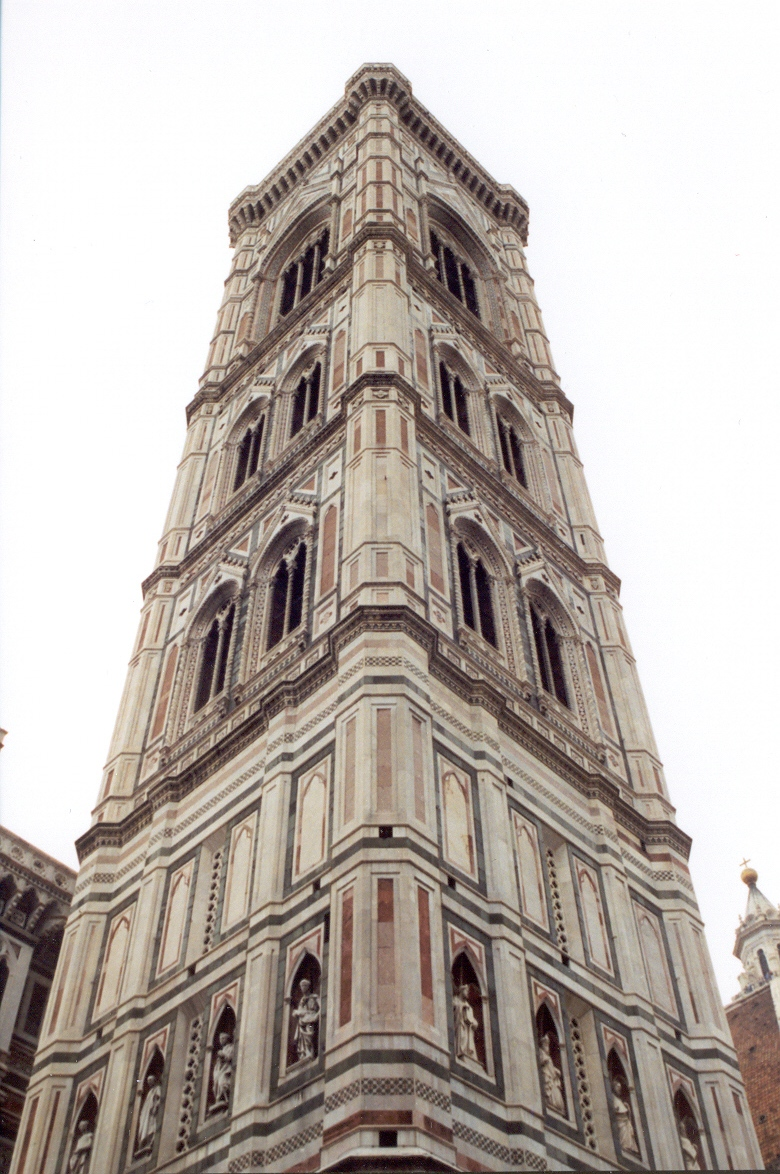
Campanile in Florence
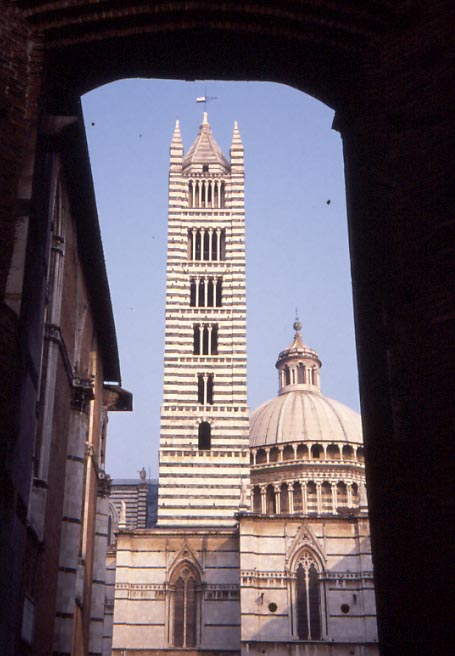
Campanile in Siena